# シング (セサミストリートの曲)
「シング」（Sing）は、テレビ番組『セサミストリート』の挿入歌として発表された楽曲で、ジョー・ラポソの作詞、作曲による。カーペンターズが1973年にシングルで発表するなど、幅広くカバーされている。

## 解説
番組内では多くの歌い手によって歌われている。『セサミストリート』のアルバムには、児童合唱による歌唱が収録されることが多い。『セサミストリート』の楽曲を収録した日本盤アルバム『セサミストリート ベスト・ヒット・アルバム〜人気いっぱいソング』（1999年発売）での邦題は「うたおうよ」、『セサミストリート プラチナム・オールタイム・フェイバリッツ』（2009年発売）での邦題は「シング（歌おう!）」。
カーペンターズは、ABCテレビ（米国）の番組に出演した際、子供たちがこの曲を歌うのを聴いて、自身も取り上げることにした。
カーペンターズのレコーディングでは、ジミー・ジョイス少年少女合唱団がコーラスで参加。コンサートでこの歌を歌うときも、児童合唱団をバックコーラスにして歌うことが多い。1974年の日本ツアーでは、地元の合唱団と共に日本語で歌われた。大阪公演で京都少年少女合唱団と共演した模様は、アルバム『ライヴ・イン・ジャパン』に収録され、東京公演でひばり児童合唱団と共演した時の映像はDVD『ライブ・イン・ジャパン』などで見ることができる。
さらに、2010年4月に発売されたゲーム『メタルギアソリッド ピースウォーカー』では、エンディングの曲として使われているなど、今でも色あせない歌である。
メキシコではこの曲のスペイン語版がシングル発売され、ボックスセット『フロム・ザ・トップ』で世界的に発売された。
2020年9月12日に日本テレビ系列で放送された『THE MUSIC DAY 2020 人はなぜ歌うのか?』のテーマ曲にも使用された。
歌いやすいメロディー、簡単な単語や英文法が使われているため、中学校1年生の英語の教科書に掲載されている。

## CMでの使用例
2001年から塩野義製薬が企業イメージCM「SONG For you」で起用。2012年にはカルピスのブランドCM「カルピスのやさしさを、未来へ。」篇でも使用された。

## その他のカヴァー
- ペギー・リー - 『Where Did They Go』（1971年）
- ペリー・コモ - 『And I Love You So』（1973年）
- 今陽子、杉並児童合唱団 - NHK『みんなのうた』（1973年。後述）
- アグネス・チャン - 『草原の輝き』（1973年）
- 弘田三枝子 - 『イエスタデイ・ワンス・モア』（1974年）
- ペギー葉山、ひばり児童合唱団 - 『NHKみんなのうたより Vol.10』（1974年）星加ルミ子の日本語詞
- フレッド・アステア & ビング・クロスビー - 『A Couple of Song and Dance Men』（1975年）
- 菅原洋一、ひばり児童合唱団 - 『NHK みんなのうた LP-BOX』（1976年）
- 尾崎紀世彦-『尾崎紀世彦ポピュラーアルバム』（1979年）
- 加山雄三 - 『YESTERDAY』（1986年）
- ベッキー - トリビュート・アルバム『イエスタデイ・ワンス・モア〜TRIBUTE TO THE CARPENTERS〜』（2009年）
- NICOTINE - カーペンターズ楽曲のカバーアルバム『GOD SAVE THE CARPENTERS』（2009年）

## みんなのうた
- 前述の通り、NHKの『みんなのうた』で今陽子と杉並児童合唱団によって放送。星加ルミ子が訳詞を手掛け、小野崎孝輔が編曲した。星加の日本語詞はカーペンターズによる『ライブ・イン・ジャパン』でも採用された。
- 今はピンキーとキラーズ時代の1969年に『あそぼうよ』を歌って以来で、ソロとしては最初で最後。
- 放送ではイントロが縮小、2番は1番歌詞を引き続き使用し、最後のリフレイン部分と間奏がなくなって直接コーダ（合唱）に入った。
- 映像が現存しないため、DVD化はされていない。また日本放送出版協会発行の楽譜集『NHKみんなのうた』には第15巻に収録されていたが、その後の再発では著作権の関係上削除されてしまった。
- 前述の通り映像は現存しない。発掘プロジェクトにより音声が提供され、引き続き良質音声の提供を呼びかけていたが、2022年10月に良質音声が発掘された。そして2022年12月、ラジオのみではあるが49年振りに再放送された。